# The Way We Was
«The Way We Was» —titulado «Así como éramos» en España y «Los años que vivimos» en Hispanoamérica— es el duodécimo episodio de la segunda temporada de Los Simpson. En él, Marge cuenta la historia de cómo ella y Homer se conocieron por primera vez y se enamoraron. Haciendo una analepsis a 1974, se puede observar cómo Homer comienza a sentirse atraído por Marge en el instituto e intenta acercarse a ella pidiendo que le enseñe francés. Después de varias horas tutoreando, Marge también empieza a enamorarse de Homer, pero cuando se da cuenta de que este no es estudiante del idioma entra en cólera. En consecuencia, rechaza su invitación de ir al baile de graduación con él y, en su lugar, acude con Artie Ziff, aunque su cita es un fracaso y acaba por darse cuenta de que es a Homer a quien realmente quiere.
Al Jean, Mike Reiss y Sam Simon escribieron el guion del episodio —el primero que trata sobre una analepsis—, mientras que de la dirección se encargó David Silverman. Por su parte, la estrella invitada, Jon Lovitz, hizo el papel de Artie y entre las referencias culturales destacan algunas canciones como «The Joker» o «(They Long to Be) Close to You», y el programa de televisión Siskel & Ebert & the Movies. Desde su primera emisión, el capítulo ha recibido críticas mayoritariamente positivas, además de obtener una puntuación Nielsen de 15.6, lo que le hizo el programa mejor valorado de la FOX en la semana de su lanzamiento.

## Sinopsis
Cuando la televisión de los Simpson deja de funcionar, Marge empieza a contar a sus hijos cómo fue la primera vez que conoció a Homer. Corría el año 1974, época en la que ambos estaban en el último curso del instituto. Al contrario que Homer, Marge —en aquel entonces «Bouvier», su apellido de soltera— era una estudiante responsable, pero fue detenida tras quemar un sostén durante una protesta feminista. Homer también había corrido la misma suerte junto con su mejor amigo Barney por fumar en los baños. Cuando Marge entra en la sala de castigados, se produce el primer encuentro y Homer cae enamorado. Aunque su padre, Abe, le advierte de que está perdiendo el tiempo, Homer está determinado a conquistar su corazón.
Para impresionarla, Homer se une al equipo de debate del que Marge es miembro, aunque una vez allí  descubre que ella está más interesada en Artie Ziff, quien es más elocuente que él. Por tanto, Homer se hace pasar por un estudiante de francés con el objetivo de ser tutelado por Marge, estratagema que en principio funciona y consigue que acepte ir con él al baile de graduación. Sin embargo, cuando Homer confiesa que realmente no era tal estudiante, hace enfurecer a Marge, ya que tenía la competición de debate al día siguiente, por lo que apenas podría dormir. Al final, Artie le pregunta para ir juntos al baile, petición que ella acepta, de forma que Homer se queda sin pareja. No obstante, él no se había enterado en aquel momento de que su acompañante había cambiado sus planes y aparece en su casa para recogerla. Momentos más tarde, llega Artie, situación que pone confuso al padre de Marge y a sus hermanas, Patty y Selma, así que Homer se va desanimado. Aun así, decide ir al evento por su cuenta.
Allí, Artie y Marge son votados para ser el rey y la reina de la graduación, por lo que ambos comparten el primer baile. Homer, al verles en esa situación, se echa a llorar en el pasillo. Marge le sigue y le pregunta por qué se hace esto, a lo que le responde que pensaba que estaban destinados a estar juntos, pero ella le dice que no pasará. Tras concluir el baile, Artie intenta ponerse demasiado romántico con Marge en el asiento trasero de su coche, aunque esta le advierte de que ha ido demasiado lejos, le suelta una bofetada y pide que la lleve a casa. Tras llegar a su hogar, la mujer vuelve en su coche al lugar en el que se encontraba Homer, donde se da cuenta de que era el hombre para ella y para siempre.

## Producción

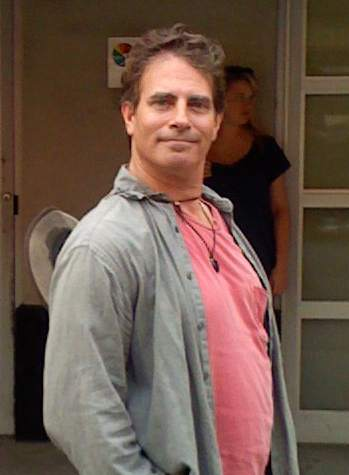
David Silverman dirigió «The Way We Was».

El episodio fue escrito por Al Jean, Mike Reiss y Sam Simon, mientras que David Silverman se encargó de la dirección. La estrella invitada fue Jon Lovitz en el papel de Artie Ziff, quien hizo aquí su primera de las varias apariciones en la serie. En un principio, la línea que iba a decir a Marge después de dejarla en su casa era: «Buenas noches. ¡Soy Artie Ziff!», pero debido a la escasez de tiempo se quedó en un simple «¡buenas noches!».
Además de Artie, en este capítulo también hicieron aquí su debut Rapahel, Rainier Wolfcastle —como el héroe de ficción, McBain—, el director Dondelinger y el padre de Marge. La apariencia y el lenguaje corporal de Artie están basados en un compañero de Silverman cuando iba a la escuela llamado Mark Eisenberg. Al respecto, comentó que cuando dirigió el episodio fue observando su anuario del instituto en busca de ideas y diseños, ya que él asistía allí durante la época en la que se parodia en el episodio. Por su parte, el diseño y voz de Wolfcastle se basó en el actor Arnold Schwarzenegger, aunque el trabajo se elaboró en un principio para el episodio «Oh Brother, Where Art Thou?» que fue producido previamente. No obstante, como «The Way We Was» se emitió antes, se considera que fue esta su primera aparición. El personaje fue inicialmente llamado McBain por la saga cinematográfica que protagoniza. Cuando la película McBain se estrenó en 1991, después de la emisión del episodio, los productores del filme se negaron a permitir que la serie utilizara el nombre en episodios futuros, de ahí la creación del nombre de Rainier Wolfcastle, que representa el nombre real del actor. Posteriormente, el uso de «McBain» volvió al programa.
«The Way We Was» se emitió originalmente en la FOX el 31 de enero de 1991 en Estados Unidos. Posteriormente, fue seleccionado junto a «Homer vs. Lisa and the 8th Commandment» para su inclusión en el vídeo The Best of The Simpsons, lanzado el 26 de mayo de 1998. Asimismo, también se incluyó en el DVD de la colección de la segunda temporada, que salió al público el 6 de agosto de 2002. Jean, Reiss, Silverman, Matt Groening y James L. Brooks participaron en los audiocomentarios. Además, Winning Moves comercializó una colección de figuras de acción basadas en el episodio, a destacar Homer, Marge, Artie, Barney, Abe, Patty y Selma. También, en abril de 2002, como parte de una exclusiva de EB Games, Playmates Toys publicó figuras de acción de Homer y Marge en sus vestidos de graduación. Otra figura de Artie fue lanzada en junio de 2004 como parte de la decimosexta ola de la serie World of Springfield, también de Playmates Toys.

## Referencias culturales

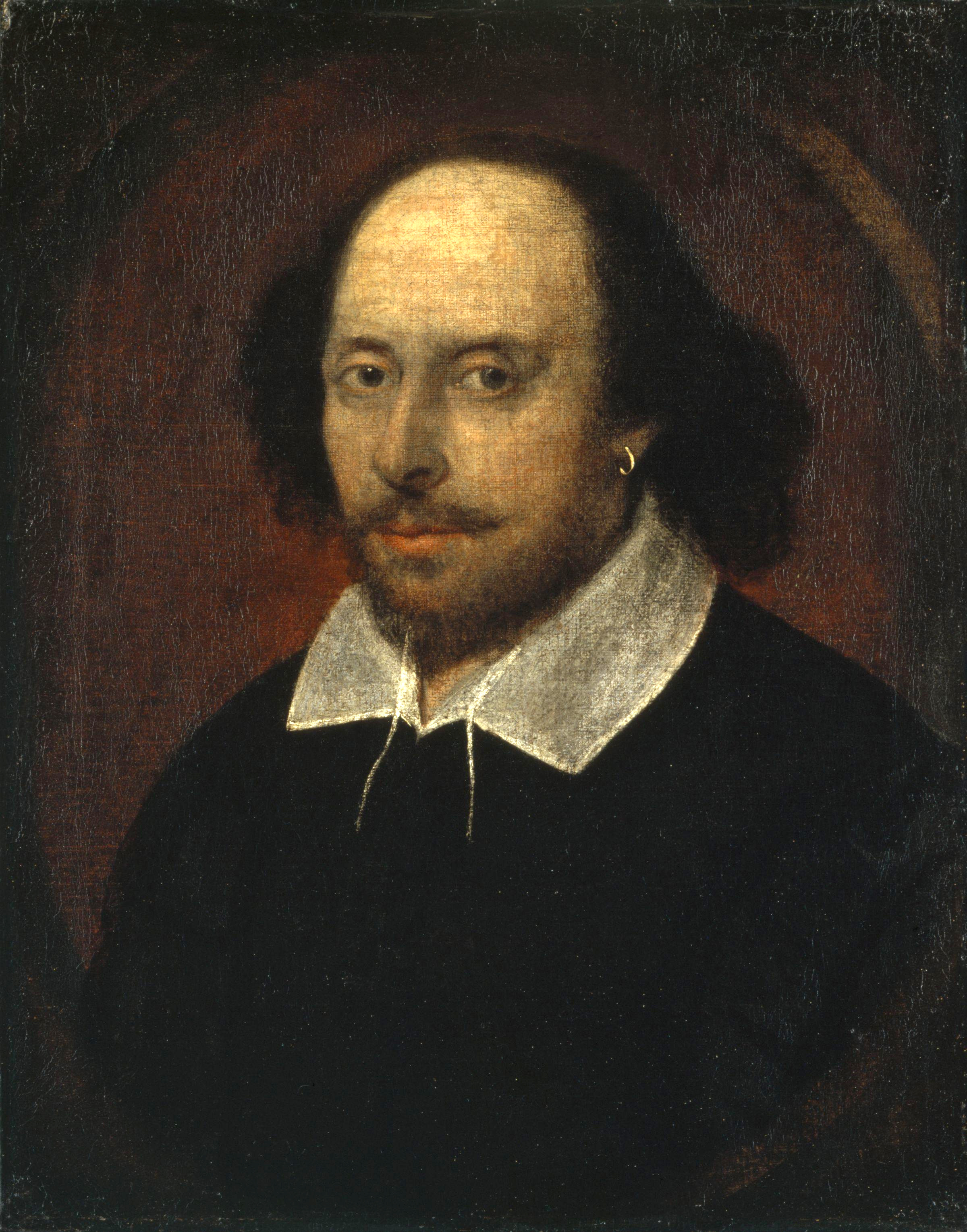
William Shakespeare es una de las referencias del episodio.

## Recepción

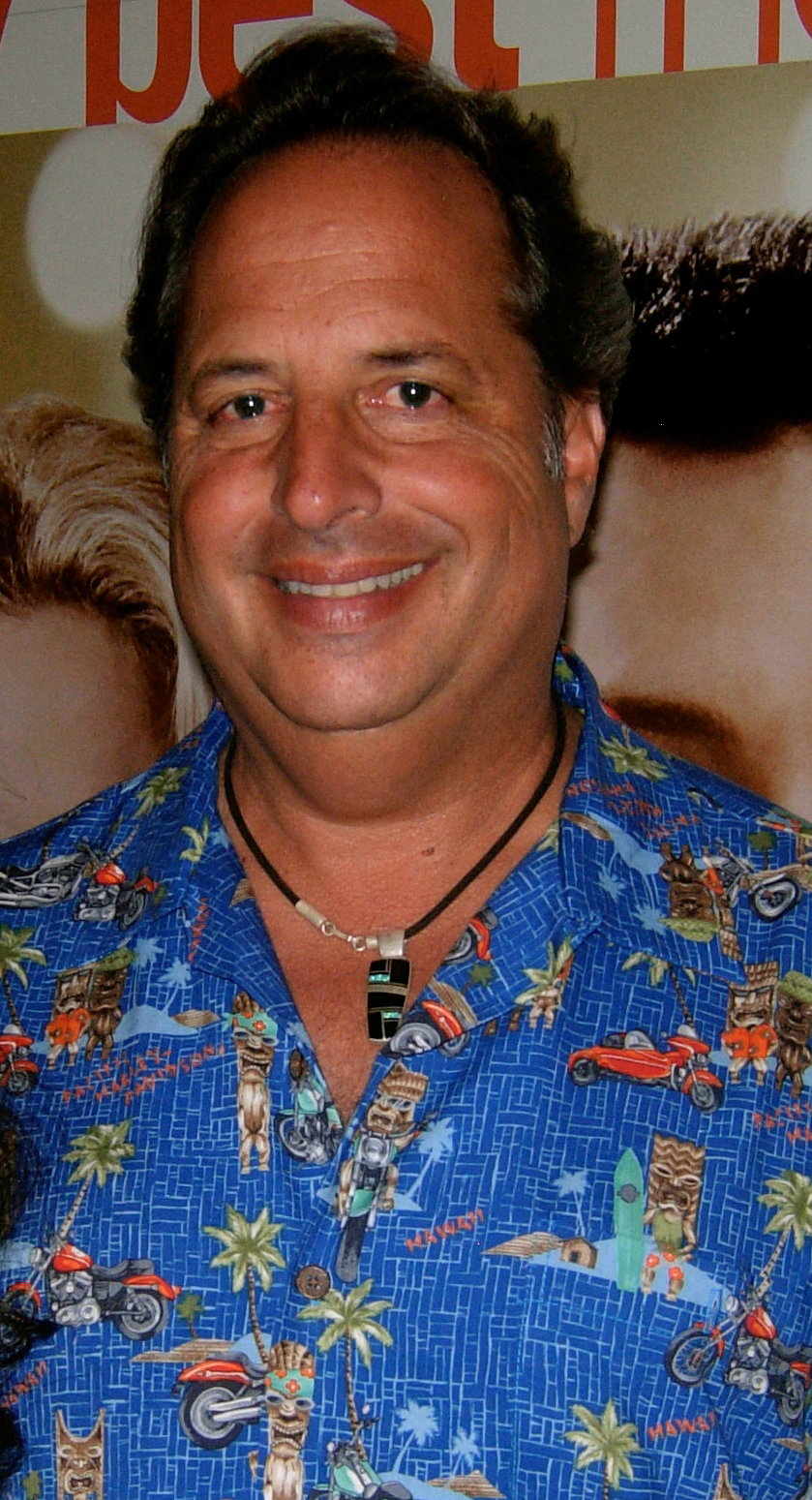
IGN elogió la actuación de Jon Lovitz, quien puso la voz a Artie Ziff.